# Borawskie (województwo warmińsko-mazurskie)
Borawskie (niem. Borawsken) – wieś w Polsce położona w województwie warmińsko-mazurskim, w powiecie oleckim, w gminie Olecko.
W latach 1946–1975 miejscowość administracyjnie należała do województwa białostockiego. Do 1954 roku miejscowość była siedzibą gminy Borawskie.
W latach 1975–1998 miejscowość administracyjnie należała do województwa suwalskiego.

## Historia
Wieś czynszowa założona na 60 włókach w 1550 roku przez Piotra Borawskiego oraz jego synów: Jakuba, Jordana i Sobiecha. Jako zasadźcy nabyli oni dodatkowo sześć włók ziemi przy wschodniej granicy Księstwa między Plewkami a Szczecinkami. Przywilej lokacyjny odnowiony został w 1561 roku przez starostę Wawrzyńca von Halle. Osadnicy otrzymali 10 lat wolnizny (zwolnienie ze świadczeń). Około 1740 roku powstała szkoła. W 1935 roku w szkole zatrudniony był jeden nauczyciel. We wsi znajdowała się komora celna z przejściem granicznym do Polski. Najbliższy urząd stanu cywilnego w latach międzywojennych mieścił się w Szczecinkach, a urząd pocztowy - w Babkach Oleckich. 
W 1938 roku Borawskie liczyły 465 mieszkańców. Władze hitlerowskie w 1938 roku zmieniły nazwę historyczną Borawsken (częściowo zniemczoną) na Deutscheck. 